# Ebakong
Ebakong est un village de la Région du Littoral au Cameroun, situé dans la commune de Melong.

## Population et développement
En 1967, la population de Ebakong était de 300 habitants, essentiellement des Mbo. Lors du recensement de 2005, elle était de 245 habitants.